# 江川文庙
江川文庙，是中国云南省江川县的孔庙，始建于清乾隆年间，位于江城镇北的钟秀山南麓，今为江川二中的所在地，占地31亩，是江川县规模最大的古建筑群。

## 历史沿革
江川文庙于乾隆四十四年（1779年）开工兴建，道光四年（1824年）落成，历时达45年。鸦片战争后，林则徐发配新疆途经云南时，路过文庙，并题词“钟秀书院”。民国时期，政府在庙内兴办高小。中华人民共和国成立后，仍作为小学使用。“文革”期间，因“破四旧”运动，文庙严重受损，“钟秀书院”等匾额及大批精美雕刻被毁。1973年，县政府在此创办第二中学，文庙重新得到保护。1989年5月，江川县政府将文庙列入第一批县级文物保护单位；1996年，市、县两级政府投资60多万元对庙内的两庑、四祠进行了大规模重修。2001年4月30日，以“文庙古建筑群”公布为第一批玉溪市文物保护单位；2003年12月18日，以“江川文庙”公布为第六批云南省文物保护单位；2019年10月7日，公布为第八批全国重点文物保护单位。

## 建筑
文庙坐北向南，是中国传统的宫殿式砖木结构建筑群，中轴式对称，由棂星门、泮池、戟门、大成殿、东西庑和四祠组合而成，还有附属建筑崇圣宫、钟秀书院。江川文庙原建筑现存泮池、棂星门、大成门、大成殿等。大成殿五开间，单檐歇山顶建筑。